# Mano (La famiglia Addams)
Mano (in inglese Thing, "Cosa"), il cui nome completo è Mano Mano (in inglese Thing T. Thing), noto anche come Cosino, è un personaggio immaginario creato da Charles Addams nel 1938 come parte della famiglia Addams. In origine si tratta di una presenza non bene identificata, di cui si scorgono solo testa e braccia, che diventa una mano che svolge il ruolo di un servitore tuttofare a partire dalla serie televisiva degli anni sessanta.

## Nome
Il nome originale di Mano è The Thing (in inglese La Cosa). Nel doppiaggio originale dell'episodio La mano è scomparsa (Thing is Missing), della serie televisiva degli anni sessanta, viene rivelato che il nome completo è Thing T. Thing, dove la "T." sta per "Thing".
Anche nella serie televisiva del 1999 viene affermato che il cognome di Mano è "Mano", e che quindi il nome completo del personaggio è Mano Mano.
Nel doppiaggio italiano dell'episodio Scooby Doo Incontra la Famiglia Addams della serie animata Speciale Scooby del 1972, Mano è stato ribattezzato Cosino.
Nei paesi di lingua spagnola il personaggio è conosciuto con i nomi di Cosa, in Spagna, e di Dedos, in Sudamerica.

## Storia
Il primo accenno al nome The Thing (in inglese "La Cosa") avviene in una vignetta disegnata da Charles Addams per il periodico The New Yorker il 10 novembre 1945, dove appare un cartello apposto sul cancello di casa Addams con su scritto "Beware of the Thing" (in inglese "Attenzione alla Cosa"). Idea ripresa tra l'altro nella serie televisiva originale, dove un cartello con la medesima scritta campeggia sul cancello della casa degli Addams. In origine, infatti, "La Cosa" non è affatto una mano, ma una presenza non bene identificata, che appare in non meno di una trentina di vignette e copertine del disegnatore statunitense fin dal 1938. Si tratta di una persona mite, paurosa e timida, di cui vediamo soltanto testa e braccia e di cui non è certo nemmeno abbia il resto del corpo, che mal si identifica con "La Cosa" di cui gli Addams avvertono la presenza ai visitatori con un cartello allarmistico. Questa figura, che non parla mai, compare nelle vignette spesso sbirciando la famiglia dalla balaustra o ai margini delle vignette o addirittura chiusa in una gabbia, su cui siede Morticia, durante una gita in barca.
Questo personaggio, che in origine non ha affatto il ruolo di servitore, viene però radicalmente modificato dai produttori della serie televisiva che decidono di adattarlo alle possibilità tecniche della televisione di allora, trasformandolo in una mano, solitamente destra, che compare da scatole o altri anfratti, traendo probabilmente ispirazione da una vignetta della famiglia Addams pubblicata da The New Yorker il 20 marzo 1954, dove appaiono due mani che escono dal giradischi per cambiare i dischi. "Mani" che escono da anfratti e luoghi disparati, compaiono comunque anche in altre vignette di Charles Addams, come avviene in un disegno inedito in cui Mercoledì che passeggia sulla spiaggia viene afferrata a una caviglia da una mano che fuoriesce da una conchiglia.
Un personaggio molto simile all'originale The Thing delle vignette disegnate da Charles Addams, appare nel film in animazione CGI del 2019 La famiglia Addams. Tale personaggio vive nascosto nella capigliatura di Petunia Addams. Tale personaggio troverebbe in seguito dimora nell'acconciatura di Margaux Needler, in una scena tagliata dal montaggio finale del film.

## Caratteristiche
Charles Addams così descrive il personaggio che sarebbe divenuto Mano nel doppiaggio italiano, nelle note di produzione della serie televisiva del 1964-1966:
Nell'episodio Morticia alle prese con Sua Altezza (Morticia Meets Royalty), la principessa Millicent von Schlepp si presenta con una mano femminile (Lady Fingers, nel doppiaggio originale, prestata da Carolyn Jones, che interpretava Morticia nella serie), della quale Mano si innamora. Quando Lady Fingers lascia la principessa von Schlepp, viene rimpiazzata da una mano rugosa e ingioiellata, chiamata Esmeralda. Nel citato episodio La mano è scomparsa, viene inoltre mostrata la foto dei presunti genitori di Mano: una mano maschile e una femminile che si stringono.
Nei film di Barry Sonnenfeld gli effetti speciali maggiormente evoluti rispetto alla serie televisiva degli anni sessanta, hanno permesso a Mano di muoversi liberamente correndo sulle proprie dita, similmente a un ragno, seppure gli effetti speciali siano risultati così maggiormente dispendiosi.
Anche nella serie del 1998-1999, La nuova famiglia Addams, la mano si muove liberamente per la casa. In un solo episodio, il remake della storia d'amore di Mano, Mano nella mano (Thing's Romance), compare la classica scatola presente nella serie originale. Nella serie viene inoltre rivelato che Mano vive in un armadio, che ha trasformato nella propria casa.
Nel film in animazione CGI del 2019, mano è, così come nei film e nella serie televisiva degli anni novanta, una mano senza corpo che scorrazza liberamente per la casa. È una sorta di animale domestico, ma al contempo un tuttofare che aiuta la famiglia nei più disparati compiti. Inoltre indossa una sorta di "orologio" con un occhio al posto del quadrante. Nel tempo libero guarda foto di piedi femminili su Internet.

## Interpreti
Nella serie televisiva del 1964, Mano era abitualmente "interpretato" dall'attore Ted Cassidy che impersonava anche Lurch, quando Mano e Lurch apparivano nella stessa inquadratura, Mano veniva interpretato da un membro della troupe. Data l'altezza dell'attore, che superava i 2 metri, le riprese erano spesso molto complicate, dal momento che Cassidy doveva distendersi su un carrello e posizionare la mano sotto la scatola dalla quale appariva. Cassidy inoltre interpretava Mano usando quasi sempre la mano destra, tranne in alcuni casi, quando usava la sinistra solamente per vedere se qualcuno se ne sarebbe accorto.
Nei film La famiglia Addams (The Addams Family, 1991), La famiglia Addams 2 (Addams Family Values, 1993) e La famiglia Addams si riunisce (Addams Family Reunion, 1998) Mano era interpretato dal prestigiatore Christopher Hart. La scelta dell'attore che doveva interpretare la parte risultò però maggiormente complesso rispetto a quella degli altri attori, perché costui non solo avrebbe dovuto essere in grado di esprimere le emozioni che provava il personaggio con una mano, ma avrebbe dovuto saperlo fare anche con una certa grazia. Dopo aver assistito alle esibizioni di numerosi prestigiatori, che non convinsero molto Sonnenfeld, e di un mimo, il regista tornò a valutare Hart, che, tra quelli visti era quello che lo aveva maggiormente impressionato. Il trucco risultò piuttosto complicato e fastidioso, dal momento che Hart doveva radersi quotidianamente il braccio fino al gomito e indossare una protesi che facesse apparire l'avambraccio troncato e svolgere azioni con la mano piuttosto complesse in posizioni e situazioni scomode.
Nella serie del 1999, La nuova famiglia Addams, Mano viene interpretato da Steven Fox. Nella serie Mercoledì del 2022, Mano è interpretato da Victor Dorobantu.

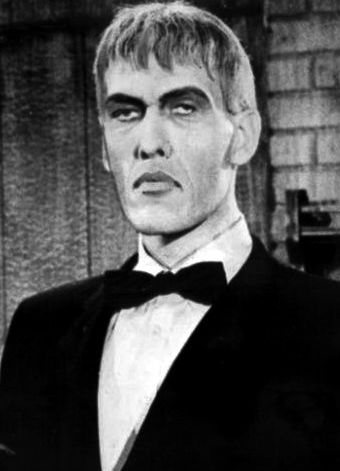
Ted Cassidy, noto interprete di Lurch, nella serie del 1964 interpretava spesso anche Mano
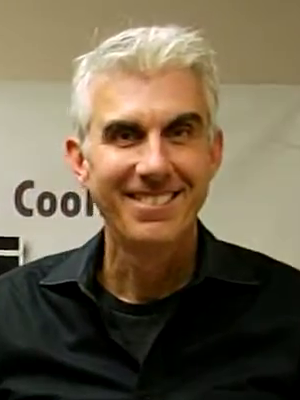
Christopher Hart, interprete di Mano nei film del 1991, 1993 e 1998

## Merchandising
- Nel 1964 la Filmways TV Productions Inc. realizza il salvadanaio meccanico a batteria The Thing, in cui Mano fuoriesce da una scatola nera per prelevare la moneta inserita nell'apposito alloggiamento.[8]
- Nel 1992 la Playmates realizza una serie di action figure ispirate ai personaggi della coeva serie televisiva animata.[9][10] Ogni blister, contenente un diverso personaggio, contiene anche una differente versione di Mano.[9][10] Oltre ai sei personaggi prodotti, vengono annunciate, ma mai prodotte, anche altre tre action figure, compresa una versione di Mano snodabile della stessa dimensione degli altri personaggi.[9][10]
- Sempre nel 2000, per la serie del 1998 La nuova famiglia Addams, vengono realizzate alcune figure fosforescenti, che brillano al buio, dalla ditta francese Zavico. L'unico blister prodotto contiene le statuine di Mercoledì che regge un'ascia, Morticia con le braccia alzate, Fester e Mano, quest'ultimo fuori scala, essendo della stessa dimensione delle altre figure. Queste mini figure vengono distribuite anche in versione portachiavi.
- Nel 2019 la Mezco realizza alcune action figure da 10 cm con 5 punti di articolazione.[11][12][13][14][15] Queste action figure vengono distribuite in coppia, ognuna delle quali contiene una differente versione di Mano.[13][14]

## Filmografia

### Cinema
- La famiglia Addams (The Addams Family), regia di Barry Sonnenfeld (1991)
- La famiglia Addams 2 (The Addams Family Values), regia di Barry Sonnenfeld (1993)
- La famiglia Addams (The Addams Family), regia di Conrad Vernon e Greg Tiernan (2019)
- La famiglia Addams 2 (The Addams Family 2), regia di Greg Tiernan, Laura Brousseau e Kevin Pavlovic (2021)

### Televisione
- La famiglia Addams (The Addams Family ) - serie TV, 64 episodi (1964-1966)
- Speciale Scooby (The New Scooby-Doo Movies) - serie TV, episodio 1x03 (1972)
- The Addams Family Fun-House - show musicale televisivo (1973)
- La famiglia Addams - serie animata, 16 episodi (The Addams Family, 1973)
- Halloween con la famiglia Addams (Halloween with the New Addams Family), regia di David Stainmetz - film TV (1977)
- La famiglia Addams (The Addams Family) - serie animata (1992)
- La famiglia Addams si riunisce (Addams Family Reunion), regia di Dave Payne - film TV e direct-to-video  (1998)
- La nuova famiglia Addams (The New Addams Family) - serie TV, 65 episodi (1998)
- Mercoledì (Wednesday) - serie TV, 8 episodi (2022)